# Libourne
Libourne (gaskonsko/okcitansko Liborna) je mesto in občina v jugozahodni francoski regiji Akvitaniji, podprefektura departmaja Gironde. Leta 2011 je mesto imelo 23.681 prebivalcev.

## Geografija
Mesto se nahaja v pokrajini Gujeni ob sotočju rek Dordogne in Isle, 37 km vzhodno od Bordeauxa. Je središče vinogradniškega območja.

## Uprava
Libourne je sedež istoimenskega kantona, v katerega so poleg njegove vključene še občine Arveyres, Les Billaux, Cadarsac, Izon, Lalande-de-Pomerol, Pomerol, Saint-Émilion, Saint-Sulpice-de-Faleyrens in Vayres z 40.641 prebivalci.
Naselje je prav tako sedež okrožja, v katerem se nahajajo kantoni Branne, Castillon-la-Bataille, Coutras, Fronsac, Guîtres, Libourne, Lussac, Pujols in Sainte-Foy-la-Grande s 149.643 prebivalci.

## Zgodovina
Prvotna Leybornia je bila ustanovljena leta 1270 kot bastida angleškega senešala v Gaskonji Rogerja de Leybourna. Med stoletno vojno je bila znatno poškodovana, v 15. stoletju združena s Francijo.

## Zanimivosti
- stolp mestnih vrat je poslednji ostanek utrdbe, ki je varovala Libourne v srednjem veku,
- kamniti most Pont de pierres de Libourne,
- muzej lepe umetnosti,
- poulični festival Fest'arts.

- Tour du grand port
- Pont de pierres
- Mestna hiša
- Trg Abel Surchamp

## Pobratena mesta
- Keynsham (Anglija, Združeno kraljestvo),
- Logroño (La Rioja, Španija),
- Schwandorf (Bavarska, Nemčija).